# Памфилов, Константин Дмитриевич
Константи́н Дми́триевич Памфи́лов (25 мая [7 июня] 1901, с. Мамоново, Духовщинский уезд, Смоленская губерния, Российская империя — 2 мая 1943, Москва, СССР) — советский государственный деятель, и. о. председателя Совета Народных Комиссаров РСФСР (1942—1943).

## Биография
Родился в семье бухгалтера.
В 1915 году окончил двухклассное училище. Из-за смерти отца ему пришлось пойти работать конторщиком.
Член РКП(б) с 1918 года. Участник Гражданской войны и подавления Кронштадтского восстания (1921).
В 1918—1919 годах — председатель волостного ревкома, секретарь Духовщинского уездного исполкома Советов, секретарь волостного комитета партии, секретарь уездного суда.
В марте 1921 года добровольцем участвовал в подавлении кронштадтского мятежа.
В 1923 году окончил рабфак в Смоленске. С 1924 года по 1927 год учился в МГУ на вечернем отделении факультете советского права. После окончания МГУ работал в Моссовете, был управляющим Мосжилтрестом.
В 1937—1938 годах — начальник Главного управления жилищного хозяйства Народного комиссариата коммунального хозяйства РСФСР.
В 1938—1940 годах — нарком коммунального хозяйства РСФСР.
В 1940—1942 годах — заместитель председателя Совета Народных Комиссаров РСФСР, с мая 1942 года исполнял обязанности председателя. В сентябре-декабре 1941 года — заместитель председателя Совета по эвакуации при СНК СССР. Прежде всего эвакуации подлежали семьи руководителей партии и правительства, а уже потом — гражданское население. Неудачные действия Памфилова стали одной из причин грандиозной паники в Москве (1941).
Урна с его прахом захоронена в Кремлёвской стене.

## Память
Имя Памфилова в 1943 году присвоено Академии коммунального хозяйства в Москве.
Названа улица в Смоленске.